# James Millingen
James Millingen (Londen, 18 januari 1774 – Florence, 1 oktober 1845), was een Brits-Nederlands archeoloog en numismaticus.

## Leven
Hij was de tweede zoon van Michael Millingen, een Nederlandse koopman die oorspronkelijk uit Rotterdam kwam en vervolgens emigreerde naar Engeland. De familie was van Nederlands-joodse afkomst. James werd geboren in Londen. De arts en schrijver John Gideon Millingen was zijn jongere broer.
James ging naar de Westminster School en trok de aandacht van zijn vaders vriend en buurman, Clayton Mordaunt Cracherode, die hem aanmoedigde om numismatiek te studeren.
Vanwege zijn astma verbleef hij op latere leeftijd in Italië, waar hij werken samenstelde over munten, medailles, Etruskische vazen, schrijvend in het Frans en Italiaans. Hij kocht antiquiteiten en voorzag de meeste grote musea van Europa van exemplaren van oude kunst. Hij bood zijn aankopen regelmatig aan aan de beheerders van het British Museum . Hij woonde enige tijd in Rome en in Napels, maar vestigde zich later in Florence. Hij was koninklijk medewerker en later erelid van de Royal Society of Literature, fellow van de Societies of Antiquaries of London and of France, correspondent van het Institut de France (18 januari 1833), en lid van andere Europees academies.
Op 1 oktober 1845, de vooravond van zijn vertrek uit Florence om Londen te bezoeken, stierf hij aan een ernstige luchtweginfectie.

## Familie
Rond 1797 trouwde Millingen in Calais met Elizabeth Penny, en zij kregen vier kinderen, waaronder Julius Michael Millingen, de arts van Lord Byron.

## Publicaties

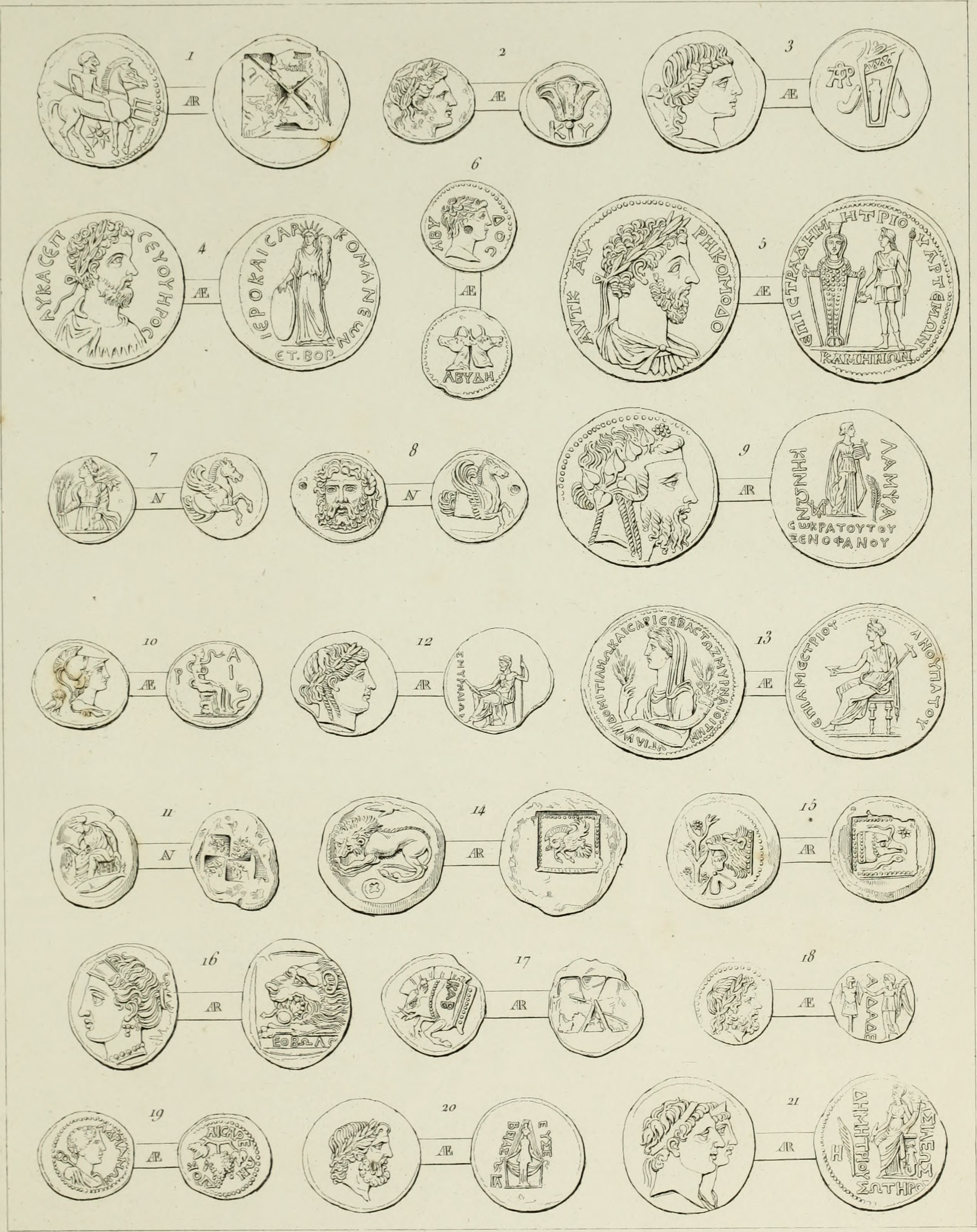
Verschillende munten uit de Griekse oudheid, getekend door James Millingen. (1831)

- Recueil de quelques médailles grecques inédites, De Romanis, Rome, 1812[2]
- Considérations sur la numismatique de l'ancienne Italie : principalement sous ..., Joseph Molini, Florence, 1841.[3]
- Peintures antiques de vases grecs de la collection de Sir John Coghill Bart, Romanis, 1817.
- Peintures antiques et inédites de vases grecs : tirées de divers collections, avec des explications, éditeur Imprimé par De Romanis, 1813.
- Ancient coins of Greek cities and kings. From various collections principally in Great Britain, Londen, 1831.
- Histoire métallique de Napoléon : ou, Recueil des médailles et des monnaies qui ont été frappées depuis la première campagne de l'armée d'Italie jusqu'à la fin de son règne, éditeur A. Delahays, 1854.
- Considérations sur la numismatique de l'ancienne Italie principalement sous le rapport de Monumens historiques et philologiques, éditeur Jos. Molini, 1844.
- Peintures antiques et inédites de vases grecs tirées de diverses collections, éditeur de Romanis, 1813.
- avec Salomon Reinach, Aubin Louis Millin, Peintures de vases antiques recueillies par Millin (1808) et Millingen (1813), vol. 2, Bibliothèque des monuments figurés grecs et romains, éditeur Librairie de Firmin-Didot, 1891.

## Notities
1. ↑   (1847). Literary Intelligence: Notice of the late James Millingen. Classical Museum: A Journal of Philology and of Ancient History and Literature 4: 91–95, page 91.
2. ↑  (fr) Millingen, J. (1812). Récueil de quelques médailles grecques inédites. Imprimé par De Romanis. Gearchiveerd op 23 januari 2023.
3. ↑  (fr) Millingen, J. (1841). Considérations sur la numismatique de l'ancienne Italie principalement sous le rapport de monumens historiques et philologiques. Joseph Molini. Gearchiveerd op 23 januari 2023.